# Đồng Tháp (xã)
Đồng Tháp là một xã thuộc huyện Đan Phượng, thành phố Hà Nội, Việt Nam.

## Phân chia hành chính
Xã Đồng Tháp được chia thành 5 thôn:
- Thôn Bãi Thụy
- Thôn Bãi Tháp
- Thôn Đồng Vân
- Thôn Đại Thần
- Thôn Thọ Vực